# Prekontynent

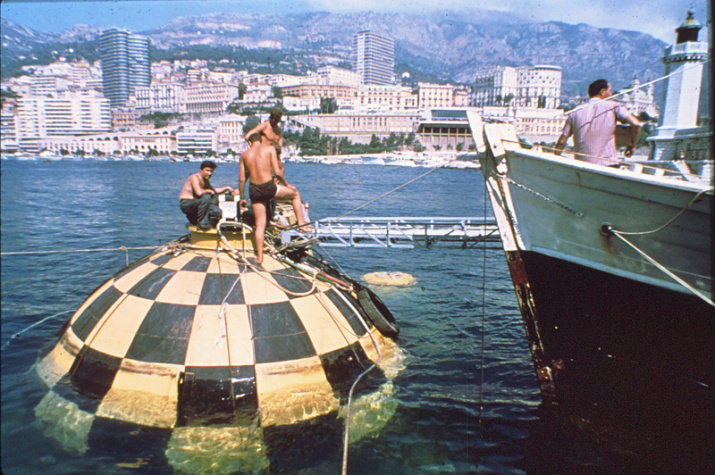
Habitat podwodny użyty w trakcie realizacji projektu Prekontynent III.

Prekontynent – seria projektów budowy podwodnej wioski (habitatu) realizowany z inicjatywy Jacques’a-Yves’a Cousteau.

## Prekontynent I
Realizowany w 1962 roku na głębokości 10 m, w pobliżu Marsylii na Morzu Śródziemnym.

## Prekontynent II
Realizowany w 1963 roku na głębokości 10–25 m, u wybrzeży Sudanu na rafie Shab Roumi na Morzu Czerwonym.

## Prekontynent III
Realizowany w 1965 roku na głębokości 100 m, w okolicy Saint-Jean-Cap-Ferrat na Morzu Śródziemnym.